# Boldogkőújfalu
Boldogkőújfalu ist eine ungarische Gemeinde im Kreis Gönc im Komitat Borsod-Abaúj-Zemplén. Über 40 Prozent der Bewohner zählen zur Volksgruppe der Roma.

## Geografische Lage
Boldogkőújfalu liegt 41 Kilometer nordöstlich des Komitatssitzes Miskolc und 17 Kilometer südwestlich der Kreisstad Gönc.  Nachbargemeinden sind Boldogkőváralja im Norden, Abaújalpár im Süden und Abaújszántó im Südwesten, alle im Umkreis von 3 Kilometern. Die höchste Erhebung auf dem Gemeindegebiet ist der 684 Meter hohe Berg Nagy.-Korsós.

## Geschichte
Im Jahr 1913 gab es in der damaligen Kleingemeinde 140 Häuser und 758 Einwohner auf einer Fläche von 2092 Katastraljochen. Sie gehörte zu dieser Zeit zum Bezirk Gönc im Komitat Abaúj-Torna.

## Sehenswürdigkeiten
- Kruzifix
- Reformierte Kirche, erbaut 1650, im Jahr 1929 renoviert und erweitert, der bis dahin separate Glockenturm wurde durch einen neuen Glockenturm ersetzt
- Römisch-katholische Kirche Szeplőtelen Fogantatás, erbaut 1828 im spätbarocken Stil

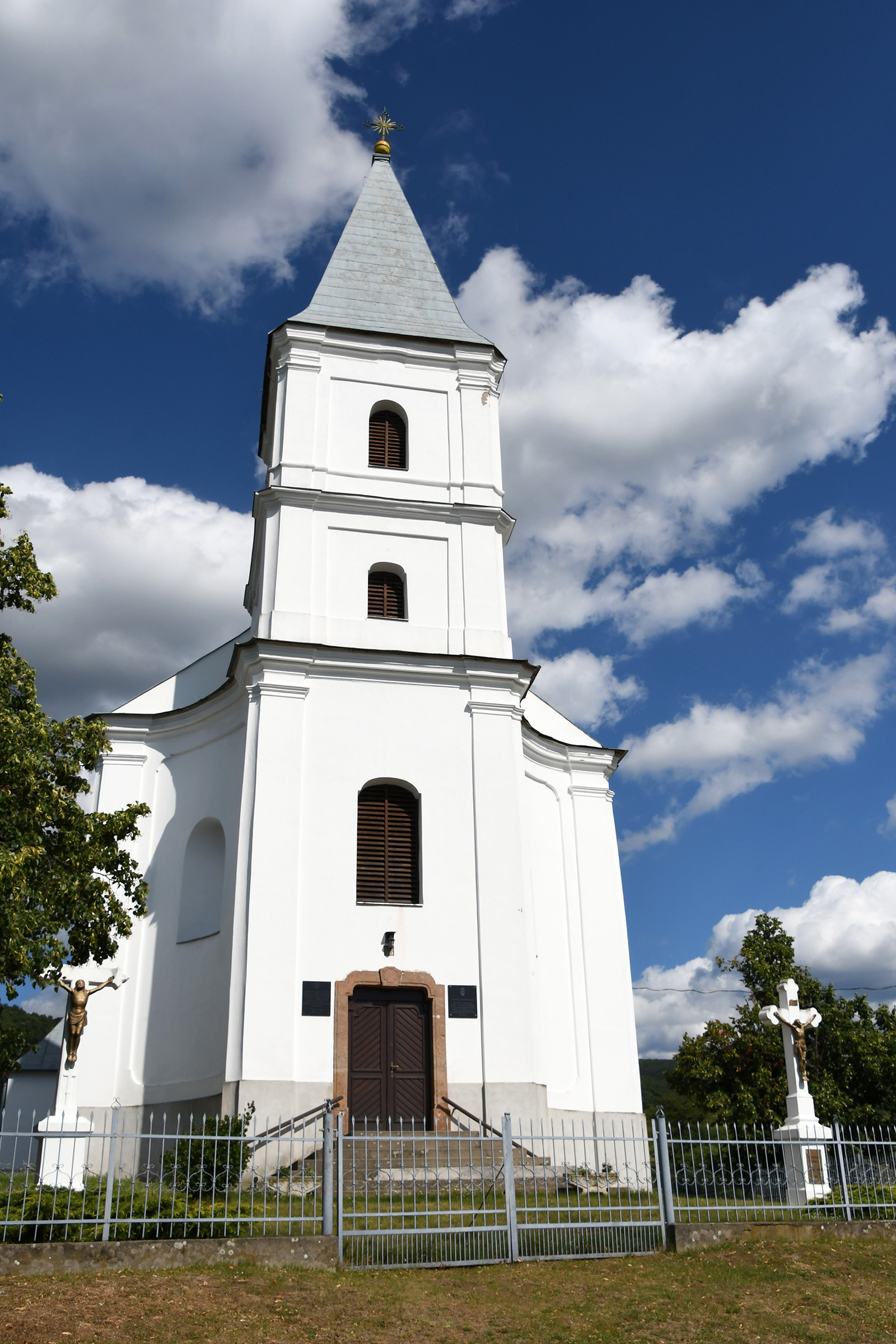
Römisch-katholische Kirche Szeplőtelen Fogantatás

- Weltkriegsdenkmal

## Verkehr
Durch Boldogkőújfalu verläuft die Landstraß Nr. 3714. Es bestehen Busverbindungen über Boldogkőváralja nach Arka,  über Abaújalpár nach Abaújszántó und Abaújkér und weiter bis nach Encs. Die nächstgelegenen Bahnhöfe befinden sich in Boldogkőváralja und Abaújkér.